# Sol-Angel and the Hadley St. Dreams
Sol-Angel and the Hadley St. Dreams è il secondo album in studio della cantante statunitense Solange, pubblicato nel 2008.

## Tracce
1. God Given Name – 2:51
2. T.O.N.Y. – 3:54
3. Dancing in the Dark – 3:57
4. Would've Been the One – 4:30
5. Sandcastle Disco – 4:28
6. I Decided, Part 1 – 4:13
7. Valentine's Day – 3:26
8. 6 O'Clock Blues – 3:37
9. Ode to Marvin – 3:15
10. I Told You So – 3:56
11. Cosmic Journey (feat. Bilal) – 6:11
12. This Bird – 6:07
13. I Decided, Part 2 (Freemasons Remix) – 4:00

Traccia bonus dell'edizione per iTunes
1. White Picket Dreams – 4:22

Traccia bonus del preordine su iTunes
1. ChampagneChroniKnightcap (feat. Kanye West) – 4:52

Tracce bonus dell'edizione deluxe del 2010
1. 6 O'Clock Blues (Whatever Whatever Radio) – 4:05
2. I Told You So (Mike Rizzo Funk Generation Radio Mix) – 3:21
3. Wanna Go Back (feat. Marsha Ambrosius & Q-Tip) – 4:44

### Ristampa del 2015
1. God Given Name – 2:51
2. White Picket Dreams – 4:22
3. T.O.N.Y. – 3:54
4. Dancing in the Dark – 3:57
5. Would've Been the One – 4:30
6. Wanna Go Back (feat. Marsha Ambrosius & Q-Tip) – 4:43
7. I Decided, Part 1 – 4:13
8. Valentine's Day – 3:26
9. The Thrill Is Gone (feat. B.B. King) – 4:47
10. 6 O'Clock Blues – 3:37
11. Ode to Marvin – 3:15
12. I Told You So – 3:56
13. Cosmic Journey (feat. Bilal) – 6:11
14. This Bird – 6:07
15. I Decided, Part 2 (Freemasons Remix) – 4:00
16. ChampagneChroniKnightcap (feat. Kanye West) – 4:52
17. Fuck the Industry – 3:49

Note
- God Given Name contiene un sample di A Gentle Dissolve dei Thievery Corporation
- Dancing in the Dark contiene un sample di Feeling Young di Heinz Kiessling
- I Decided, Part 1 contiene un sample di Where Did Our Love Go del gruppo The Supremes
- 6 O'clock Blues contiene un sample di Summer of Sound di Sharon Jones & The Dap-Kings
- Ode to Marvin ccontiene un sample delle percussioni in What's Going On di Marvin Gaye
- This Bird contiene un sample di Slow This Bird Down dei Boards of Canada